# ハンマーヘッド (マーベル・コミック)
ハンマーヘッド (Hammerhead)は、スパイダーマンシリーズに登場するスーパーヴィランのひとり。合金プレートに置き換えられた頭蓋骨を活かした攻撃を行うギャング。

## 原作漫画
本名は、ヨセフ(Joseph)
ヨセフの父親はイタリアに移住したロシア人だった。父親は自らのルーツに誇りを持っており、息子のヨセフがイタリア語を話しているのを見つけると、木づちで頭を殴るほどだった。
そのため彼は学校では出身を偽る、父親は死んだ等と嘘をついていた。この嘘か原因でいじめっ子から暴行を受け、彼は映画館までいじめっ子を追いかけ、相手を殴り殺した。その行為は犯罪組織マギアのメンバーに感銘を与え、若きヨセフはスカウトされ、すぐに組織内で頭角を現した。その頃には学生時代のあだ名である「ハンマーヘッド」と仲間からも呼ばれるようになっていた。
アメリカに移った後、ギャングの抗争で重症を負うと、瀕死の状態で「アル・カポネ・モブ」という古いギャング映画のポスターの下に置き去りにされた。その際たまたま通りかかったジョナス・ハロー医師によって救われ、砕けた頭蓋骨を合金プレートに置き換えて、頭部を平たい金床のような形に変えて医師は立ち去った。ヨセフは瀕死の際に目にしたポスターに影響され、1920年代のギャングの恰好をしたヴィランとなった。
- 1972年発行のアメイジング・スパイダーマン第113号で初登場を果たし、度々、スパイダーマンの前に立ちはだかってきた。
- 2005年には、グリーンゴブリン、エレクトロらと共に架空の犯罪組織で悪のスーパーヒーローチームシニスター・トゥエルブ（邪悪なる12人）を結成した。

## アニメ
- 1990年代のアニメ『スパイダーマン』ではニッキー・ブレアが声を担当した。吹き替えは髙階俊嗣が声を担当。
- 『スペクタキュラー・スパイダーマン』ではジョン・ディマジオが声を担当した。吹き替えは星野充昭が声を担当。
- 『アルティメット・スパイダーマン』ではジョン・ポリトが声を担当した。
- 『マーベル スパイダーマン』ではジム・カミングスが声を担当した。

## ゲーム
- スパイダーマン ミステリオの脅威（GBA） - ボスの1人として登場。
- スパイダーマン2 エンターエレクトロ（PS） - ディー・ブラッドリー・ベイカーが声を担当。吹き替えは中嶋聡彦が担当。
- Marvel's Spider-Man（PS4） - キース・シルバースタインが声を担当。吹き替えは立木文彦が担当。